# I Can't Help Myself
"I Can't Help Myself", ook wel bekend als "I Can't Help Myself (Sugar Pie, Honey Bunch)", is een hitsingle van de Amerikaanse soul- en R&B-groep The Four Tops. Samen met "Reach Out, I'll Be There" is dit de meest succesvolle single van de groep. "I Can't Help Myself" was namelijk de eerste #1 hit van The Four Tops en samen met "Reach Out, I'll Be There" de enige op de poplijst. Op de Amerikaanse hitlijst stootte "I Can't Help Myself" een ander Motown nummer van de top van de lijst af, namelijk "Back In My Arms Again" van The Supremes. Het was niet alleen de eerste #1 hit van de groep in de poplijst, maar ook op de R&B lijst. Daarnaast was het de eerste single van The Four Tops die de top 40 in het Verenigd Koninkrijk bereikte. Uiteindelijk bleef "I Can't Help Myself" in Groot-Brittannië op #23 steken. De re-issue van het nummer uit 1970 bereikte overigens de #10 in het Verenigd Koninkrijk.
In tegenstelling tot zijn voorganger "Ask The Lonely", maar net als "Baby I Need Your Loving" werd "I Can't Help Myself" geschreven door Holland-Dozier-Holland, het songwriterstrio dat ook al #1 hits als "Where Did Our Love Go" en "Come See About Me" voor The Supremes had geschreven. Het onderwerp van het nummer is dat de verteller zich verontschuldigt aan zijn geliefde voor zijn gedrag. Hij vertelt er echter bij dat hij er niks aan kan doen, omdat hij zo vreselijk verliefd op haar is. De verteller in de versie van The Four Tops is leadzanger Levi Stubbs. Hij haatte het nummer en wilde het ook niet opnemen. Producer Brian Holland haalde uiteindelijk The Four Tops over om "I Can't Help Myself" toch op te nemen. Na de opname vond Stubbs het nog steeds een vreselijk nummer. Holland stelde hem gerust door te zeggen dat ze de volgende dag het nummer nog wel een keer zouden opnemen. Dit gebeurde echter niet doordat Holland-Dozier-Holland meer dan tevreden was met die versie. Uiteindelijk kwam de single op #1 en waren The Four Tops heel tevreden met het nummer.
De B-kant van "I Can't Help Myself" is het nummer "Sad Souvenirs". In tegenstelling tot de A-kant van de single is dit nummer wel geschreven door William "Mickey" Stevenson en Ivy Jo Hunter. "Sad Souvenirs" zou later onder andere gecoverd worden door The Isley Brothers en door  Marvin Gaye. Ook "I Can't Help Myself" werd gecoverd. Er bestaan veel versies van het nummer, naast die van The Four Tops. Zo hebben onder andere ook The Supremes, Dolly Parton, La Toya Jackson, The Funk Brothers en Bonnie Pointer het nummer opgenomen. Ook werd het nummer gebruikt in de films Rat Race en Shark Tale.

## Bezetting
- Lead: Levi Stubbs
- Achtergrond: Abdul "Duke" Fakir, Lawrence Payton, Renaldo "Obie" Benson en The Andantes
- Instrumentatie: The Funk Brothers
- Schrijvers: Holland-Dozier-Holland
- Productie: Brian Holland en Lamont Dozier